# Igreja de Detif
A Igreja de Detif (castelhano: Iglesia de Detif) é uma igreja católica localizada na localidade de Detif, comuna de Puqueldón, no Chile. Forma parte do grupo de 16 igrejas de madeira de Chiloé qualificadas como Monumento Nacional do Chile e reconhecidas como Patrimônio da Humanidade pela Unesco.
Integra a diocese de Ancud e seu santo patrono é Nossa Senhora de Lourdes, cuja festa celebra-se em 25 de março.